# Pałac w Krysowicach
Pałac w Krysowicach – pałac wybudowany pod koniec XVIII w Krysowicach. 

## Opis
Pałac wybudował hr. Adam Mniszech. Był on chorążym koronnym nadwornym, kawalerem Orderu Orła Białego i Orderu św. Stanisława oraz pod koniec XVIII wieku właścicielem Krysowic. Zbudował on w Krysowicach pałac i kaplicę murowaną, położone w rozległym, założonym w stylu angielskim ogrodzie o powierzchni 60 morgów. Część ogrodu krysowieckiego została przedstawiona przez Macieja Bogusza Stęczyńskiego w publikacji pt. Okolice Galicji (1847-1848).
Pałac został wzniesiony na planie czworoboku jako budynek jednopiętrowy. W czterech rogach powstały cztery baszty. Na południowej baszcie zainstalowano zegar wraz z herbami rodów Mniszchów i Stadnickich. Przed bramą główną istniało mieszkanie rządcy.
W XIX wieku właścicielami dóbr tabularnych w Krysowicach byli hr. Ludgarda Stadnicka (żona Edwarda Stadnickiego), a potem do końca życia jej syn Stanisław Stadnicki (zm. 1915).
Na początku września 1880 w pałacu w Krysowicach u Stanisława Stadnickiego zatrzymał się na kilka dni podróżujący po Galicji cesarz Austrii Franciszek Józef I. Przed jego wizytą pałac został odnowiony (na zewnątrz został pomalowany na szaro, unowocześniono stajnie). Monarcha wraz ze swoim dworem, liczącym około 100 osób, otrzymał wówczas w pałacu swoją rezydencję. Cesarz zajął cały front pierwszego piętra. Na czas pobytu cesarza w mieszkaniu rządcy pałacu umieszczono odwach. Za główną bramą ustawiono dwie armaty (jedna z herbem Stadnickich, druga z czasów około wojen szwedzkich). W czasie swojego pobytu cesarz, codziennie po porannej mszy św. odprawianej przez ks. Stanisława Stojałowskiego, przez Mościska i Sądową Wisznię udawał się na manewry (rewie) wojskowe. Ponadto Franciszek Józef odbywał długie spacer po parku i okolicach. Rozmawiał wówczas z miejscowymi włościanami w języku polskim. Podczas jednego z takich spotkań dowiedział się o konieczności budowy miejscowej szkoły, po czym przeznaczył na ten cel 2000 złr. ze swoich środków. 10 września przyjął reprezentację gminy Krysowice. Łącznie przebywał w tej okolicy sześć dni do 10 września 1880.